# Нгваба
Нгваба (также гоба, гомби; англ. ngwaba, goba, gombi) — язык центральночадской ветви чадской семьи, распространённый на востоке Нигерии в северной части штата Адамава: в селениях Fachi в районе Гомби (англ. Gombi) и Guduniya в районе Хонг (англ. Hong). Ареал языка нгваба почти полностью окружён ареалом диалектов адамава языка фула за исключением северной части территории распространения нгваба, к которой примыкает ареал близкородственного языка хона.
Численность говорящих на нгваба — около 10 000 человек (1993). По данным сайта Joshua Project численность этнической группы нгвамба составляет 16 000 человек. В «Атласе языков мира, находящихся под угрозой исчезновения» (Atlas of the World’s Languages in Danger) организации UNESCO нгваба отнесён к исчезающим языкам (severely endangered). Носители нгваба также говорят на языках фула, хауса и на родственных центральночадских языках гуду и нзанги (нзаги, нджей, джен). Среди носителей нгваба есть как христиане, так и мусульмане, часть придерживается традиционных верований. Язык бесписьменный.
В классификации афразийских языков британского лингвиста Роджера Бленча (Roger Blench) язык нгваба относится к группе языков тера. Наиболее близок языкам тера, джара, га’анда, хона, ньиматли, пидлими (хина), габин и бога. В классификации, представленной в справочнике языков мира Ethnologue, нгваба включён в подгруппу А8 группы А ветви биу-мандара.